# 仙台シティラビット
仙台シティラビット（せんだいシティラビット）は、東日本旅客鉄道（JR東日本）が仙台 - 福島間を東北本線経由で運行していた快速列車の愛称である。
東北本線の『宇都宮線』区間内で運転される快速「ラビット」にちなんで命名された。

## 概要
東北本線の仙台駅 - 福島駅間は東北新幹線が並行しているため、毎日運行される快速列車は長らく設定されず、国鉄分割民営化後に仙台駅 - 白石駅間に愛称なしの快速列車（後に福島駅まで延長）が休日に1往復運行されるのみであった。しかし、規制緩和の影響で仙台 - 福島間を結ぶ高速バスの運行が開始されると、JR東日本仙台支社では高速バスに対抗する快速列車として当列車の運行を開始した。
東北本線の仙台駅 - 福島駅間で運行され、長町駅 - 岩沼駅間、および大河原駅 - 藤田駅間で速達運転を行っていた。廃止時点での所要時間は約1時間16分程度であり、同区間の普通列車（約1時間23分）よりも約7分ほど短かった。途中駅で先行列車を追い越すことはなかった。
仙台 - 福島間は、中央競馬が開催される土休日の移動需要が大きいため、2003年（平成15年）には全区間で速達運転を行う臨時快速を土休日限定で運行開始した。この臨時快速は長らく毎週運行されていたが、東日本大震災を機に仙台 - 福島間の需要が大きく落ち込んだため、2012年3月ダイヤ改正をもって運行終了となった。
- 1989年（平成元年） - 仙台駅 - 白石駅間で休日に1日1往復のみ快速列車の運行を開始。列車愛称はなし。
- 1991年（平成3年） - 福島駅まで運転区間を延長。
- 1999年（平成11年）3月6日 - 宮城交通・福島交通・ジェイアールバス東北3社共同運行高速バスの運行開始に伴い、土休日運転に変更。途中停車駅は伊達、白石、大河原、岩沼の4駅で、所要時間は70分。これに加えて在来線用往復割引切符（大人1,800円）の発売も開始した。
- 2000年（平成12年）12月4日 - 高速バスとの競争が激化したために毎日運転となり、「仙台シティラビット」の愛称を付与。東福島駅への停車を開始し、所要時間は64分で6分の短縮となった。利用客も前年比3 - 4割増と好調に推移した。
- 2002年（平成14年）12月1日 - 3往復に増発。増発分は桑折、藤田、槻木、名取の4駅にも停車。
- 2003年（平成15年）6月1日 - 土休日に2往復増発[1]。
- 2003年（平成15年）10月 - 高速バスの競争が激化したため土休日に3往復増発。
- 2004年（平成16年）3月 - 臨時列車の停車駅を白石、岩沼に限定。定期列車の船岡駅停車を開始。
- 2005年（平成17年）12月10日 - 臨時列車の大河原駅停車を開始。
- 2007年（平成19年）3月18日 - 臨時列車を1往復削減。
- 2008年（平成20年）3月15日 - 臨時列車の名取駅停車を開始。
- 2012年（平成24年）3月17日 - ダイヤ改正により定期列車を3往復に削減。臨時列車は運転日を大幅に削減して繁忙期のみとし、列車愛称は廃止。
- 2016年（平成28年）3月26日 - ダイヤ改正により定期列車の南仙台駅、長町駅への停車を開始。
- 2021年（令和3年）3月13日 - ダイヤ改正による福島駅 - 仙台駅間における運行形態変更に伴い廃止、各駅停車に変更[2]。

## 停車駅
福島駅 - 東福島駅 - 伊達駅 - 桑折駅 - 藤田駅 - 白石駅 - 大河原駅 - 船岡駅 - 槻木駅 - 岩沼駅 - 名取駅 - 南仙台駅 - 長町駅 - 仙台駅

### 停車駅の変遷
| \| 駅名 \| 福島駅 \| 東福島駅 \| 伊達駅 \| 桑折駅 \| 藤田駅 \| 白石駅 \| 大河原駅 \| 船岡駅 \| 槻木駅 \| 岩沼駅 \| 名取駅 \| 南仙台駅 \| 長町駅 \| 仙台駅 \| \| ------------------- \| ------ \| -------- \| ------ \| ------ \| ------ \| ------ \| -------- \| ------ \| ------ \| ------ \| ------ \| -------- \| ------ \| ------ \| \| 運転開始時 \| ● \| ― \| ● \| ― \| ― \| ● \| ● \| ― \| ― \| ● \| ― \| ― \| ― \| ● \| \| 2000年毎日運転化時 \| ● \| ● \| ● \| ― \| ― \| ● \| ● \| ― \| ― \| ● \| ― \| ― \| ― \| ● \| \| 2002年定期3往復化時 \| ● \| ● \| ● \| ▲ \| ▲ \| ● \| ● \| ― \| ▲ \| ● \| ▲ \| ― \| ― \| ● \| \| 定期2004年以降 \| ● \| ● \| ● \| ● \| ● \| ● \| ● \| ● \| ● \| ● \| ● \| ― \| ― \| ● \| \| 定期2016年以降 \| ● \| ● \| ● \| ● \| ● \| ● \| ● \| ● \| ● \| ● \| ● \| ● \| ● \| ● \| \| 臨時2004年以降 \| ● \| ― \| ― \| ― \| ― \| ● \| ― \| ― \| ― \| ● \| ― \| ― \| ― \| ● \| \| 臨時2005年以降 \| ● \| ― \| ― \| ― \| ― \| ● \| ● \| ― \| ― \| ● \| ― \| ― \| ― \| ● \| \| 臨時2008年以降 \| ● \| ― \| ― \| ― \| ― \| ● \| ● \| ― \| ― \| ● \| ● \| ― \| ― \| ● \| |        |          |        |        |        |        |          |        |        |        |        |          |        |        |
| 凡例 - ●：停車、▲：一部列車停車、―：通過 備考 - 定期列車 - 1号 - 6号（2002年12月 - ） - 臨時列車 - 71 - 74号（2003年6月 - 2003年10月） - 71 - 76号（2003年10月 - 2007年3月） - 72 - 75号（2007年3月 - 2012年3月） |        |          |        |        |        |        |          |        |        |        |        |          |        |        |
| 駅名 | 福島駅 | 東福島駅 | 伊達駅 | 桑折駅 | 藤田駅 | 白石駅 | 大河原駅 | 船岡駅 | 槻木駅 | 岩沼駅 | 名取駅 | 南仙台駅 | 長町駅 | 仙台駅 |
| 運転開始時 | ●      | ―        | ●      | ―      | ―      | ●      | ●        | ―      | ―      | ●      | ―      | ―        | ―      | ●      |
| 2000年毎日運転化時 | ●      | ●        | ●      | ―      | ―      | ●      | ●        | ―      | ―      | ●      | ―      | ―        | ―      | ●      |
| 2002年定期3往復化時 | ●      | ●        | ●      | ▲      | ▲      | ●      | ●        | ―      | ▲      | ●      | ▲      | ―        | ―      | ●      |
| 定期2004年以降 | ●      | ●        | ●      | ●      | ●      | ●      | ●        | ●      | ●      | ●      | ●      | ―        | ―      | ●      |
| 定期2016年以降 | ●      | ●        | ●      | ●      | ●      | ●      | ●        | ●      | ●      | ●      | ●      | ●        | ●      | ●      |
| 臨時2004年以降 | ●      | ―        | ―      | ―      | ―      | ●      | ―        | ―      | ―      | ●      | ―      | ―        | ―      | ●      |
| 臨時2005年以降 | ●      | ―        | ―      | ―      | ―      | ●      | ●        | ―      | ―      | ●      | ―      | ―        | ―      | ●      |
| 臨時2008年以降 | ●      | ―        | ―      | ―      | ―      | ●      | ●        | ―      | ―      | ●      | ●      | ―        | ―      | ●      |

## 車両
2017年3月4日ダイヤ改正以降は仙台車両センターに所属する以下の3系列で組成される4両編成が充当されていた。過去には455・457系、417系（6号のみ）、719系も充当されていた。
E721系0番台（5号）
E721系1000番台（1号・3号）
701系+E721系0番台（2号）
701系4両固定編成（4号・6号）